# Gelber Palast (Urga)

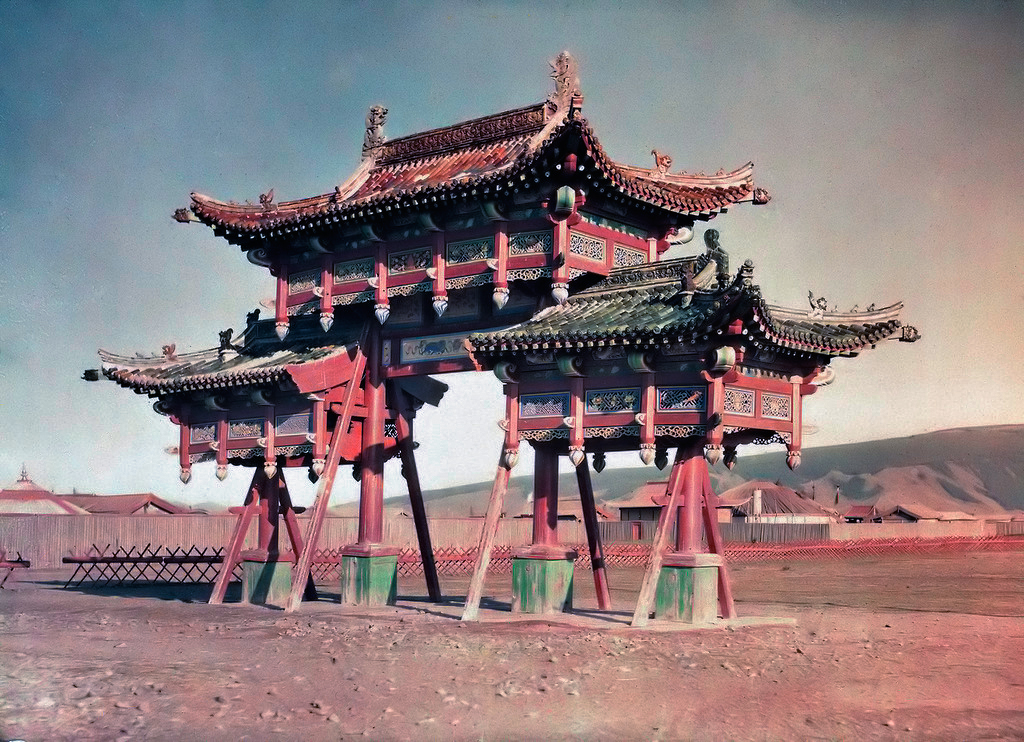
Historisches Foto des Haupteingangs des Gelben Palasts, 1913

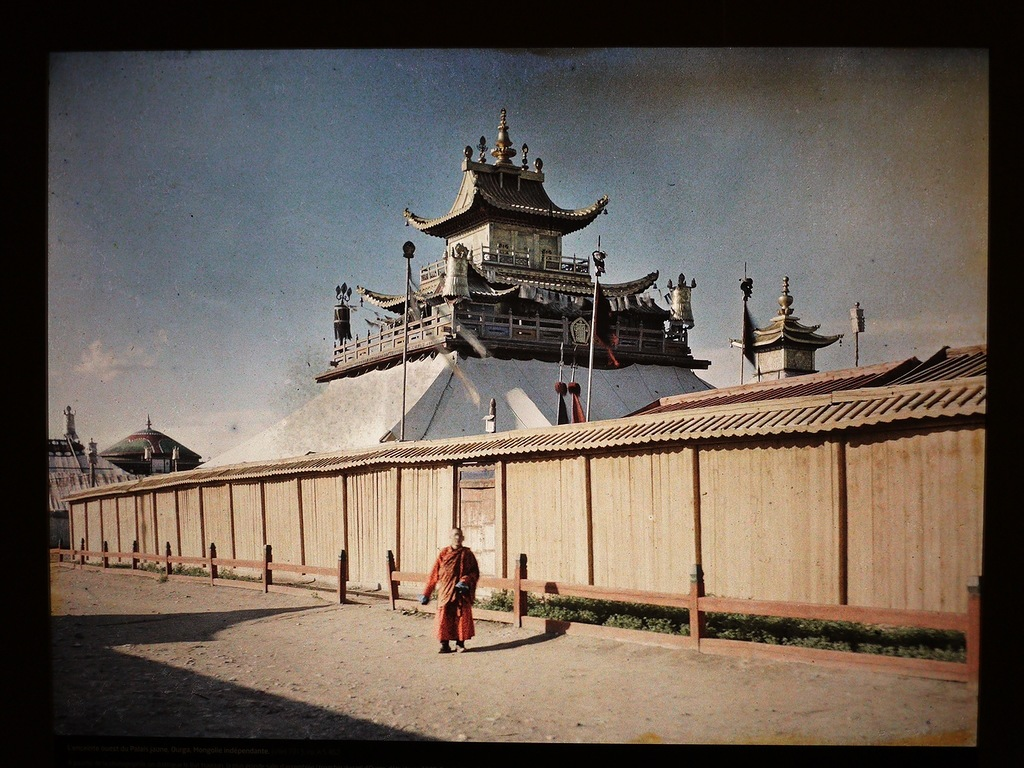
Der vergoldete Maidar Temple und rechter Hand das niedrigere Dach des Abtai Khan Ger Temple.

Der Gelbe Palast (mongolisch ᠰᠢᠷ᠎ᠠ ᠣᠷᠳᠣᠨ, Shar ordon, englisch Yellow Palace) war eine kaiserliche Residenz des Bogd Khan, des Herrschers der Mongolei. Er befand sich im Zentrum von Urga, dem heutigen Ulaanbaatar. Das Gebäude war zugleich der Dechingalav-Tempel und war 1739 errichtet worden.
Der Palast war eine der Hauptresidenzen und wurde für Staatszeremonien genutzt. Für eine neue Residenz, den „Grünen Palast“ (ᠨᠣᠭᠣᠭᠠᠨ ᠣᠷᠳᠣᠨ Nogoon Ordon) wurde 1893 mit dem Bau begonnen. Weitere Residenzen waren der “Weiße Palast” und der „Braune Palast“  (ᠬᠦᠷᠢᠨ ᠣᠷᠳᠣᠨ Khüren ordon). Der Palast-Komplex bestand bis in die späten 1930er, als er vom kommunistische Regime der Mongolischen Revolutionären Volkspartei (Монгол Ардын Хувьсгалт Нам) zerstört wurde.

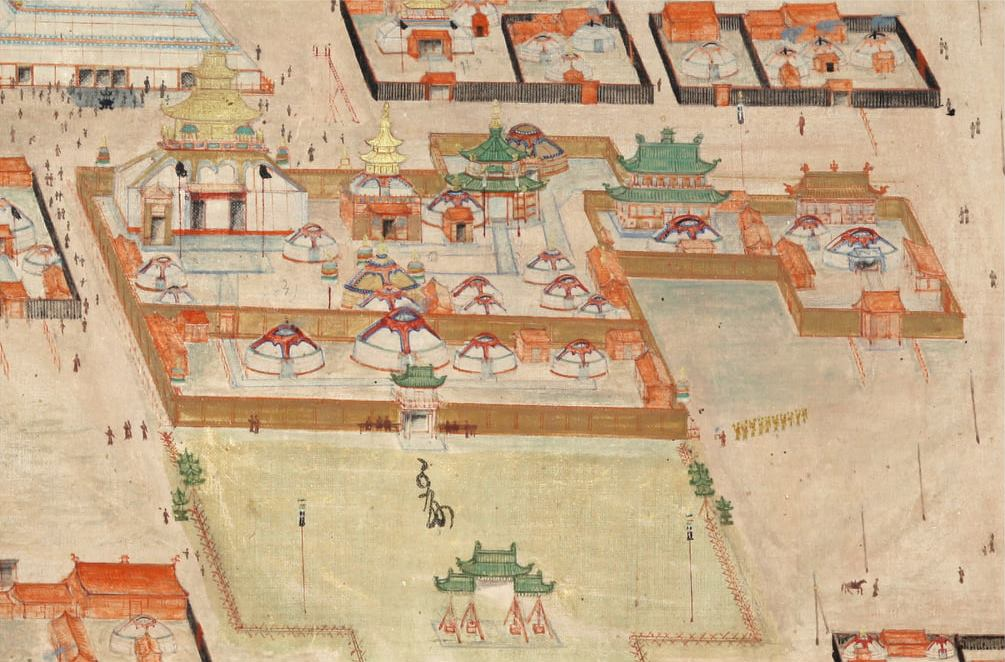
Zeichnung des Gelben Palasts aus der Vogelperspektive von Jugder (1913).

Der Palast war durch verschiedenen abgegrenzte Bereiche gegliedert. Das Haupttor im Süden führte auf einen großen zentralen Platz. Dahinter befand sich ein zweites Tor, welches in den ersten Hof führte, wo viele große Jurten standen. Im Anschluss daran erstreckte sich die Haupt-Umzäunung, in welcher im Westen der vergoldete dreigeschossige Maidar-Tempel von 1833 stand. Im Osten stand der kleinere vergoldete Abtai Khan Ger Tempel von 1585 und ein weiterer acht-seitiger Tempel. In diesem Haupthof standen ebenfalls einige Jurten. Zwei feste Paläste standen weiter östlich. An der Rückseite des Gelben Palasts nach Nordwesten befand sich der große Bat Tsagaan Tempel von 1654.